# 2006 QT180
2006 QT180 est un objet transneptunien faisant partie du disque des objets épars. 

## Caractéristiques
2006 QT180 mesure environ 265 km de diamètre.